# Soong Ai-ling
Soong Ai-ling, Eling Soong ou Nancy Soong (chinois traditionnel : 宋靄齡 ; chinois simplifié : 宋蔼龄 ; pinyin : Sòng Ǎilíng ; Wade : Sung Ai-ling) , (Shanghai, 1889/1890 – New York, 18 octobre 1973), sœur aînée de Soong May-ling, Song Qingling et T. V. Soong, femme de H. H. Kung, belle-sœur de Sun Yat-sen et de Tchang Kaï-chek, soutint l’alliance entre ce dernier et sa sœur Meiling. Les fonctions de son mari — banquier, homme d'affaires, ministre des Finances (1933-1944) et gouverneur de la Banque centrale de Chine (1933-1945) — et l'alliance avec les Tchang permirent aux Kong de devenir à partir des années 1930 l’une des familles les plus riches de Chine. Ailing elle-même participa à la gestion de sociétés fondées ou cofondées par le clan Kong.

## Biographie
Fille aînée d’un riche couple méthodiste, Charles Soong — ancien missionnaire devenu entrepreneur — et Ni Kwei-tseng (倪桂珍), elle a pour frères et sœurs Song Qingling, T. V. Soong, Soong May-ling, Song Ziliang et Song Zi'an. Elle reçoit le prénom anglais de Nancy en l'honneur de la femme de Julian Carr, qui parraina son père pendant ses études aux États-Unis. Ce dernier, qui ne jure que par l’enseignement américain, l’envoie tout d’abord à l’école anglophone pour filles McTeyre de Shanghai, fondée par le missionnaire Young J. Allen, puis au Wesleyan College de Macon, Géorgie. Elle est très probablement la première jeune fille née en Chine à entrer dans un collège américain. Munie d’un passeport portugais pour des raisons de sécurité, elle embarque pour l’Amérique en 1904 en compagnie d’un couple de missionnaires, William Burke et sa femme. Cette dernière est victime en route d’une grave typhoïde et une collègue, Anna Lanius, prend le relai. Ailing doit subir à son arrivée dix-neuf jours de quarantaine avant de pouvoir se rendre à son école, où elle arrive le 28 mai. Diplômée en 1909, elle retourne en Chine et devient peu après secrétaire de Sun Yat-sen, que son père soutient et fréquente depuis de nombreuses années. Lui et Ailing le suivent en 1913 dans son exil japonais après l’échec de la rébellion contre Yuan Shikai. C’est là qu’elle fait la connaissance de H. H. Kung, riche entrepreneur veuf, descendant de Confucius par une branche cadette, et lui aussi partisan de Sun. Ils se marient à Yokohama en 1914. Ils auront quatre enfants : Kong Lingyi (孔令儀, fille), Kong Lingkan (孔令侃, fils), Kong Lingjun (孔令俊) ou Kong Lingwei (孔令偉, fille), et Kong Lingjie (孔令傑, fils), nés respectivement en 1915, 1916, 1919, et 1921. Kong Lingyi et Kong Lingwei seront très proches de Song Meiling. 
Après son mariage, elle rentre en Chine et s’installe au Shanxi où elle enseigne l’anglais au collège Mingxian (銘賢學校 Mingxian xuexiao) fondé en 1907 par son mari, antenne de l’Oberlin Shansi Memorial School de l'Oberlin College où il fit ses études. À partir de 1920, Tchang Kaï-chek pénètre dans le cercle des connaissances de sa sœur May-ling, qu’il épousera en 1927. Beaucoup pensent que Soong Ai-ling et son mari, qui entretemps a ouvert une banque et s'est lancé dans la politique locale, ont favorisé, voire imposé l’alliance. H. H. Kung sera en effet à partir de ce moment l'un des piliers de l'équipe de Tchang. 
En 1932, Soong Ai-ling rend visite à son alma mater américaine et établit un fonds de bourses (devenu le DuPont Guerry Scholarship). 
Pendant la guerre sino-japonaise, elle contribue à la résistance par des tournées d’encouragement en compagnie de ses sœurs, et des dons (ambulances...). Elle soutient l’Association de coopération industrielle chinoise (中國工業合作協會) dont elle est membre, fonde le Comité d’aide aux femmes (婦女指導委員會) et la Société nationale de secours aux enfants (全國兒童福利會) ; elle est nommée présidente de l’Association des amis du soldat blessé de Hong Kong (香港傷兵之友協會). 
Parallèlement, elle assume à l'occasion ainsi que ses deux enfants aînés la direction ou la codirection d'entreprises familiales. Ainsi, au début de la guerre anti-japonaise, grâce à la politique et aux informations de son mari, elle réalise par le biais de la société d’investissements Qixing (七星公司) un bénéfice de huit millions de livres sterling qu’elle dépose aux États-Unis. Elle est la personnalité du gouvernement de Chongqing qui possède le plus d’argent dans ce pays. 
Elle soutient fermement Tchang Kaï-chek dans les conflits internes du Kuomintang, en particulier contre sa sœur Qingling qui se range dans l’aile révolutionnaire du parti. H. H. Kung occupe plusieurs fonctions officielles : ministre de l’Industrie et du Commerce (1928-1931), Premier ministre (1938-1939), ministre des Finances (1933-1944) et gouverneur de la Banque centrale de Chine (1933-1945), entre autres. En 1944-45, il est contraint de démissionner pour corruption. Tandis que Tchang Kaï-chek poursuit sa tentative d’épuration des membres corrompus de son gouvernement, H. H. Kung quitte définitivement la Chine pour les États-Unis en 1947, prenant prétexte du mauvais état de santé d'Ai-ling qui se trouve déjà en Amérique. Elle meurt en 1973 à l'hôpital presbytérien de New York et repose au cimetière Ferntcliff de Harstdale près de New-York.

## Dans la fiction
Dans le film Les Sœurs Soong (1997), son personnage est interprété par Michelle Yeoh.